# Municipio de Adams (condado de Butler)
El municipio de Adams (en inglés: Adams Township) es un municipio ubicado en el condado de Butler en el estado estadounidense de Pensilvania. En el año 2000 tenía una población de 6.774 habitantes y una densidad poblacional de 115.6 personas por km².

## Geografía
El municipio de Adams se encuentra ubicado en las coordenadas 40°42′31″N 80°00′35″O / 40.70861, -80.00972.

## Demografía
Según la Oficina del Censo en 2000 los ingresos medios por hogar en la localidad eran de $65,357 y los ingresos medios por familia eran $81,340. Los hombres tenían unos ingresos medios de $58,906 frente a los $38,796 para las mujeres. La renta per cápita para la localidad era de $39,204. Alrededor del 3,5% de la población estaban por debajo del umbral de pobreza.